# Anaïs Beauvais
Anaïs Beauvais, auch Anaïs Landelle, Geburtsname Modeste Amandine Pierrette Théodeline Lejault (* 11. September 1832 in Flez-Cuzy, Département Nièvre; † 13. Juni 1898 in Paris), war eine französische Malerin.

## Leben

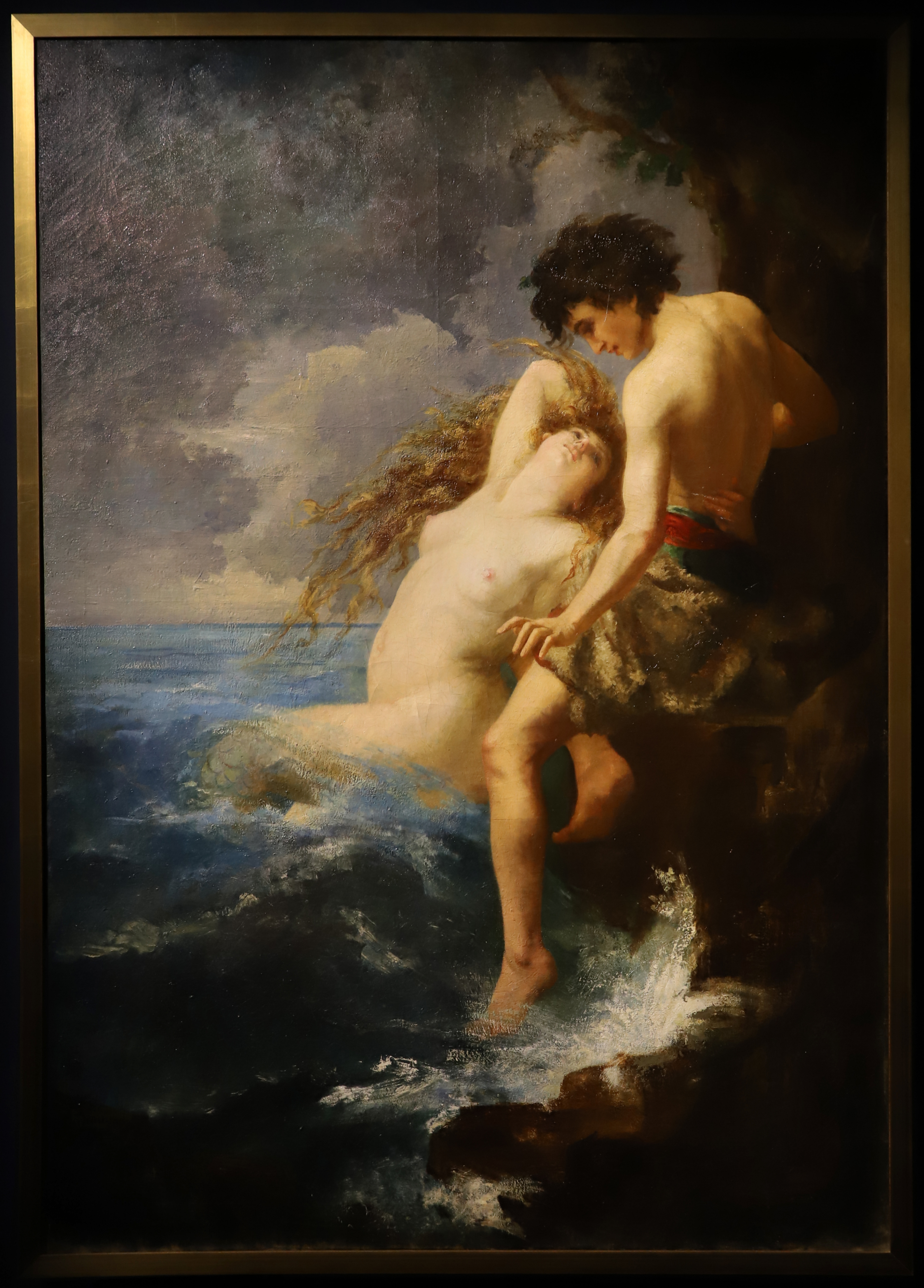
Le Pêcheur surpris par une sirène (Der Fischer, überrascht von einer Meerjungfrau), 1869, Musée de la faïencerie Frédéric Blandin,
Nevers

Modeste „Anaïs“ Lejault heiratete 1848 den Pariser Anwalt Beauvais, der ihr künstlerisches Talent entdeckte und förderte. In Paris war sie zunächst Schülerin von Lazarus Wihl. Auch ging sie in das Damenatelier von Émile Auguste und Pauline Carolus-Duran. Ferner war sie Schülerin von Jean-Jacques Henner. Ab 1866 stellte sie auf dem Salon de Paris aus. 1879 war sie auf der Internationalen Kunstausstellung im Münchner Glaspalast vertreten. Zu ihrer Zeit galt sie als eine der bekanntesten französischen Malerinnen. 1884 verwitwet heiratete sie am 19. Juni 1889 ihren Vermieter, den Maler Charles Landelle. Mit ihm und dessen Sohn, dem Maler Georges Landelle (1860–1899), reiste sie 1889 und 1894 nach Algerien. Längere Zeit weilten sie in Constantine, Biskra und Tlemcen.
Anaïs Beauvais, wie sie sich nun nannte, schuf Porträts und Genrebilder in Öl auf Leinwand. Insbesondere malte sie Bildnisse von Künstlern, Schriftstellern und Intellektuellen, deren Gesellschaft sie in ihrem Salon am Quai Voltaire im 7. Pariser Arrondissement oder auf ihrem Anwesen in Chennevières-sur-Marne pflegte, etwa von Léon Bonnat, Jean-Léon Gérôme, Jules Lemaître und (wahrscheinlich) Marcel Proust. Das 1880 von ihr gemalte Bildnis von Prousts Mutter, Jeanne Proust, geborene Weil (1849–1905), befindet sich heute in der Sammlung des Musée Marcel Proust in Illiers-Combray. Ferner malte sie figürliche Darstellungen (Vénus et l’Amour, um 1867; La Mort d’Albine, 1880, nach einer Figur aus dem Roman Die Sünde des Abbé Mouret von Émile Zola) sowie Pflanzen und Tiere (La Cigale, um 1878; Perles et Roses, um 1879).